# Bataille de La Chaudière

Le drapeau des patriotes du Bas-Canada.

La bataille de la Rivière Chaudière eut lieu le 13 mars 1838, durant la Rébellion des Patriotes, à Lac-Drolet en Beauce (Québec). 
Cette bataille a eu peu d'importance dans la révolte des patriotes mais elle permit toutefois la création des plusieurs villages dans le sud de la MRC (Municipalité Régionale de Comté) du Granit. Elle  permit aussi de compléter le chemin de fer Montréal-Maine dans la région du Lac-Mégantic. La bataille opposait la police britannique de Lac-Drolet à la milice française et écossaise présente en bordure de la Rivière Chaudière. Finalement la police britannique l'emporta, 48 miliciens seront faits prisonniers, et 3 seront pendus.